# Doktor Jekylls testamente
Doktor Jekylls testamente är Kjell Höglunds sjätte musikalbum, utgivet i februari 1979 på skivbolaget Alternativ.
Höglunds föregående skiva, Hjärtat sitter till vänster, hade släppts 1975, och de följande par åren ska han ha försökt skapa någon slags "sagoskiva" där låtarna tog inspiration från sagor och legender, men han blev inte nöjd och gav slutligen upp idén. Han använde ändå några av dessa låtar när Doktor Jekylls testamente väl spelades in 1978.
Med på skivan finns bl.a. låten "Lugnare vatten", en av Höglunds mer kända och omtyckta låtar som dock ursprungligen nådde större kommersiell framgång i en tolkning av Marie Bergman, på hennes album Iris (1979).

## Mottagande
Doktor Jekylls testamente fick en positiv recension i Expressen, som skrev att det "börjar alldeles bestämt dra ihop sig till ett mycket välförtjänt genombrott" för Kjell Höglund, och att det var "en förträfflig LP." Även i Dagens Nyheter mottog skivan fin kritik: "Kjell Höglund bär med små medel fram både mjukt sensuella och skakande texter med samma genomträngande kraft," skrev recensenten.
Recensenten i Göteborgs-Tidningen tyckte också mycket om skivan och ansåg att Höglund var "en grabb som ämnar tänka själv och ta ställning därefter! Som vanligt är gitarrspelet av god klass liksom Höglunds högst personliga melodier och texter."

## Låtlista
Text och musik: Kjell Höglund.

### Sida A
1. "Slutstrid" - 8:06
2. "Höglund har blivit gammal" - 3:37
3. "Fixa nycklar" - 2:25
4. "På det mest depraverade stället i stan" - 4:52
5. "Till jordens medelpunkt" - 2:13
6. "Erotisk minoritet" - 3:29
7. "Tibetanskt te" - 3:51

### Sida B
1. "Lugnare vatten" - 2:52
2. "Lista över försök till lösning" - 1:34
3. "Kär i drottningen" - 0:34
4. "Döda dogmer" - 3:48
5. "Herr Ateist" - 0:55
6. "Desertören" - 16:57
7. "En höstdag i Paris" - 1:56

## Medverkande
- Kjell Höglund - gitarr (spår A1, A3-A5, A7, B1, B2, B5, B6), piano (spår A5), knäslag (spår B7), sång
- Thomas Almqvist - gitarr, elgitarr, kör, mandolin, tamburin
- Bengt Lindgren - bas, kör
- Lars "Lasse" Englund - gitarr
- Anders Olsson - mandolin
- Anders Ax - elgitarr
- Anders Bränngård - piano
- Karl-Ola Nilsson - trummor